# Peter Cambor
Peter Cambor, né le 28 septembre 1978 à Houston (Texas), est un acteur américain.

## Biographie
Il joue dans la série américaine NCIS : Los Angeles de 2009 à 2017. Il fait son retour dans la série dans la saison 13 en 2022 et en 2023.

## Filmographie

### Acteur

#### Cinéma
- 2018 : Forever My Girl de Bethany Ashton Wolf : Sam
- 2018 : The Jingoist

#### Courts-métrages
- 2002 : Up to the Roof
- 2009 : Alice Jacobs Is Dead
- 2012 : Taking the Edge Off
- 2015 : Baby

#### Séries télévisées
- 2007 : Numb3rs : Logan Oliver
- 2007-2010 : Notes from the Underbelly : Andrew Stone
- 2008 : Pushing Daisies : Dusty Fitz
- 2009 : Trust Me (en) : Andrew Hunter
- 2009-2017 puis 2022-2023 : Franchise NCIS : Nate Getz
- 2012-2013 : Wedding Band : Eddie
- 2014 : Madam Secretary : John Castellano
- 2015-2017 : Suits : Avocats sur mesure : Nathan
- 2015-2018 : Grace et Frankie : Barry
- 2016 : Roadies : Milo

#### Téléfilms
- 2013 : Assistance : Jeremy
- 2017 : Unit Zero : Gabe

### Réalisateur

#### Courts-métrages
- 2014 : Net Positiva
- 2017 : The Details

### Producteur

#### Courts-métrages
- 2014 : Net Positiva

### Scénariste

#### Courts-métrages
- 2017 : The Details